# Трънски Одоровци
Вижте пояснителната страница за други значения на Одоровци.
Трънски О̀доровци (на сръбски: Трнски Одоровци или Trnski Odorovci) е село в Западните покрайнини, община Цариброд, Пиротски окръг, Сърбия. През 2011 година населението му е 113 души, през 2002 година то е 183 жители, докато през 1991 година е било 275 души. В селото живеят предимно българи.